# Шованси ле Шато
Шованси ле Шато (фр. Chauvency-le-Château) насеље је и општина у североисточној Француској у региону Лорена, у департману Меза која припада префектури Верден.
По подацима из 2011. године у општини је живело 272 становника, а густина насељености је износила 30,84 становника/km². Општина се простире на површини од 8,82 km². Налази се на средњој надморској висини од 181 метар (максималној 327 m, а минималној 172 m).

## Демографија
| 1962. | 1968. | 1975. | 1982. | 1990. | 1999. | 2011. |
| ----- | ----- | ----- | ----- | ----- | ----- | ----- |
| 304   | 327   | 305   | 298   | 254   | 243   | 272   |

График промене броја становника у току последњих година